# Amaro Barbosa
Amaro Viana Barbosa (* 11. April 1937 in Campos dos Goytacazes (RJ); † 21. September 2010 in Rio de Janeiro), oft nur Amaro genannt, war ein brasilianischer Fußballspieler. Sein Wechsel vom America FC aus Rio de Janeiro zu Juventus Turin finanzierte America 1962 das Grundstück für ein neues Stadion. Amaro, der seine Laufbahn beim Bonsucesso FC im Norden Rios begann, spielte in späteren Jahren in São Paulo bei Corinthians und der Portuguesa de Desportos. 1961 kam er zu einem Länderspiel.
Er spielte zunächst als deckungsstarker defensiver Mittelfeldspieler und in späteren Jahren teilweise als rechter Außenverteidiger.

## Leben

### America FC
Amaro kam 1937 als Sohn eines Bauernhofbesitzers in Campos, knapp 250 Kilometer nordöstlich der damaligen Hauptstadt Brasiliens zur Welt. Mit dem Fußballspielen begann Amaro in den 1950er Jahren beim Bonsucesso FC, einem Traditionsverein aus dem gleichnamigen Viertel im Norden Rios. 1957 erhielt er nach Empfehlung des ungarischen Trainers Gyula Mándi und seines Assistenten, dem ehemaligen Torwartstar des Vereins Osni de Amparo einen Vertrag beim America FC, damals noch einer der großen Vereine der Stadt, der zuletzt 1954 und 1955 Vizemeister von Rio war. In den folgenden drei Saisons wurde America aber nur Fünfter und Sechster. Aber im Dezember 1960 besiegte America, mit Amaro im zentralen Mittelfeld, am letzten Spieltag im entscheidenden Spiel der Meisterschaft den Fluminense FC vor knapp 100.000 Zusehern im Maracanã-Stadion mit 2:1 und gewann damit die achte und letzte Meisterschaft der Vereinsgeschichte. Bei America verdiente er in jenem Jahr 20.000 Cruzeiros, etwa 470 Mark, pro Monat und bekam ein Handgeld von 100.000 Cruzeiros (etwa 2.350 Mark).
Am 30. April 1961 kam er zu seinem Debüt in der Nationalmannschaft, als er in Asunción beim 2:0-Sieg gegen Paraguay eine Viertelstunde vor dem Abpfiff für Zito ins Spiel kam. Die Kritiken waren exzellent und auch Trainer Aymoré Moreira meinte, dass sich das Spiel Brasiliens mit seiner Hereinnahme verbesserte. Doch weitere Einladungen in die Nationalmannschaft folgten nicht. In der Meisterschaft von Rio spielte America in diesem Jahr keine große Rolle und wurde nur Sechster, allerdings war der Verein durch die Meisterschaft des Vorjahres für die Taça Brasil 1961, ein anstelle einer nationalen Meisterschaft ausgetragener Wettbewerb zur Ermittlung des Teilnehmers am später als Copa Libertadores bekannt gewordenen südamerikanischen Landesmeisterpokals, qualifiziert. Dort gewann America die Süd-Zone durch einen 2:1-Sieg im Finalrückspiel vor nur 19.000 Zusehern im Maracanã über SE Palmeiras aus São Paulo. Damit stand America im Halbfinale, wo aber die seinerzeitige Weltklassemannschaft Santos FC eine zu hohe Hürde darstellte.

### Juventus Turin
Mitte 1962 erhielt Amaro ein Angebot von Juventus Turin wo Paulo Amaral, der bei der Weltmeisterschaft in Chile noch als Konditionstrainer der brasilianischen Nationalmannschaft diente, neuer Trainer geworden war. Zwischen America und Juventus wurde ein Ablösesummen-Paket von 72 Millionen Cruzeiros, damals etwa 600.000 Mark, vereinbart, von dem 12 Millionen (100.000 Mark) an Amaro als Handgeld weiterzugeben waren. 12 Millionen Cruzeiros waren damals sehr viel Geld, und Amaro erwarb sich dafür drei Wohnungen. America investierte sein Geld in den Ankauf des Sportplatzes des Andarahy AC aus dem gleichnamigen Viertel der unweit des bisherigen Spielstätte des Vereins auf der Rua Campo Salles im zentrumsnahen Viertel Tijuca war. Dort errichtete America in den folgenden Jahren das Estádio Wolney Braune. Auf dem Platz in Tijuca entstand ein neues, modernes Vereinshauptquartier, das 2019 der Spitzhacke zum Opfer fiel und seitdem darauf wartet in ein neues Hauptquartier nebst Shopping-Center zu werden. Das Wolney Braune auf der heutigen Rua Barão de São Francisco wurde 1993 für etwa 21,5 Millionen Mark verkauft und heute steht dort das Boulevard-Shopping-Center.
Die Karriere von Amaro bei Juventus war kurz. Neben drei Spielen gegen die Reservemannschaft kam er nur zu zwei Einsätzen in Freundschaftsspielen. Beim 4:0-Sieg gegen den Zweitligaaufsteiger Varese FC wurde ihm und dem Starzugang der Saison, Luis del Sol von Real Madrid, noch ein großartiges Spiel im Mittelfeld beschieden. Nach der letzten Partie zur Saisonvorbereitung gegen Djurgårdens IF aus Stockholm, das mit 1:2 verloren ging, hieß es dann „Amaro schafft es nur selten zu glänzen“.
Anfang Oktober kam bereits das Aus für Amaro bei Juve. Er wurde gegen den Mittelstürmer Armando Miranda von Corinthians São Paulo getauscht. Der sollte bis zum Saisonende 12 Tore in 17 Ligaspielen erzielen, wurde aber am Saisonende an Catania abgegeben wo er aber wenig erfolgreich war. 1970 wurde er als Spieler von Atlético Junior aus Barranquilla Torschützenkönig von Kolumbien.
Einer der Gründe für den Abschied war auch, dass Juventus starke Absichten hatte Amarildo von Botafogo FR, einen der Stars Brasiliens bei der Weltmeisterschaft, zu holen und deswegen darauf verzichtete, Amaro als Spieler für die Serie A zu melden, da weiland nur zwei Positionen an Ausländer vergeben werden konnten und mit del Sol bereits ein Platz vergeben war. Miranda zählte nicht für die Ausländerquote, das dieser wegen seiner italienischen Eltern als Oriundo galt. Amarildo sollte schließlich 1963 zum AC Mailand wechseln.

### Corinthians und Portuguesa
Amaro sollte bis 1965 bei Corinthians bleiben. Sein Gehalt dort wurde mit 80.000 Cruzeiros (ca. 670 Mark) pro Monat plus Handgelder und Prämien angegeben. Er trat in 107 Partien für den Verein aus São Paulo an und erzielte dabei 6 Tore. Trainer Fleitas Solich funktionierte ihn dort zum rechten Außenverteidiger um. Titelgewinne sind nicht angefallen.
Von Ende 1965 bis Ende 1966 spielte er für den Lokalrivalen Associação Portuguesa de Desportos, weiland die Nummer vier unter den Vereinen der Metropole. Sein Gehalt dort betrug 250.000 Cruzeiros (ca. 540 Mark) plus ein Handgeld von 2 Millionen Cruzeiros (ca. 4.300 Mark). Für die Portuguesa traf er zweimal in 29 Spielen.
Während seiner Zeit in São Paulo verblieb seine Frau in Rio, da ihr die Kälte dort nicht zusagte.
Im Februar 1967 schloss er sich dem Bonsucesso FC in Rio an, wo er bis Mitte 1969 blieb.

### Trainer - und die Zeit danach
Mitte Juli 1968 trat er beim Olaria AC in Norden von Rio seine erste Trainerstelle an. Sein Gehalt dort Betrug 800 Neue Cruzeiros pro Monat, was etwa 1.000 Mark waren. Handgeld gab es keines. Er blieb dort bis 1969. 1970 war er beim Comercial FC aus Ribeirão Preto im Hinterland des Bundesstaates São Paulo, wo er Trainer des späteren olympischen Silbermedaillengewinners Jair Picerni war.
1971 wurde er Trainer bei Bonsucesso FC und ging mit diesem von Mitte Oktober des Jahres bis Ende November auf eine mehrmonatige Tournee durch Europa, die Türkei und Afrika.
Von Juni bis Oktober 1973 war beim America FC in Rio.
Von Juni bis Oktober 1973 war er Trainer beim America FC und 1974 noch einmal bei Olaria. In den kommenden Jahren sollte er noch einmal in der Jugend von Bonsucesso aktiv sein und er entsendete auch einmal eine Jugendmannschaft unter dem Namen seines Sportgeschäft in ein Turnier.
Barbosa war schon Anfang der 1970er Jahre Inhaber eines Sportartikelgeschäfts, Amaro Esportes, das später mehrere Filialen hatte. Bis ins hohe Alter spielte er noch auf diversen Plätzen von Rio. Er lebte zuletzt in der Rua Barão de Mesquita von Tijuca. Er verstarb am 21. September 2010 im Alter von 73 Jahren.